# Vyshny Volochok
Vyshny Volochyok (tiếng Nga: Вышний Волочёк) là một thành phố Nga. Thành phố này thuộc chủ thể Tver Oblast. Thành phố có dân số 56.405 người (theo điều tra dân số năm 2002). Đây là thành phố lớn thứ 293 của Nga theo dân số năm 2002. Dân số qua các thời kỳ:  56,405 (Điều tra dân số 2002); 64,789 (Điều tra dân số năm 1989).
Thành phố có cự ly 119 km (74 dặm) về phía tây bắc của Tver, trên đồi Valdai, giữa sông Tveritsa và Tsna, nguồn nước lưu vực giữa các lưu vực của sông Volga và biển Baltic. Do đó, tên của thành phố được dịch từ Nga là "Thượng Portage".
Nó đã được biết đến từ 1463. Năm 1703-1722, Peter Đại đế đã cho đào một con kênh được xây dựng để liên kết hai con sông (xem hệ thống kênh đào Mariinsk). Sau đó, Vyshny Volochyok đã trở thành một trung tâm lớn sản xuất dệt may.
Một đường cao tốc và đường sắt kết nối Moskva và Saint Petersburg đi qua thành phố.